# Thunderclouds
«Thunderclouds» —en español: «Nubes de tormenta»— es una canción del supergrupo de música pop LSD. Fue lanzado el 9 de agosto de 2018, por Columbia Records como el tercer sencillo del álbum de estudio debut de LSD del mismo nombre, después de «Genius» y «Audio». La canción fue escrita por Labrinth, Sia, Diplo, King Henry y Jr Blender; mientras es producido por Labrinth, Diplo y Jr Blender.
«Thunderclouds» se usó como el tema principal de la campaña promocional del Samsung Galaxy Note 9, y se presentó ampliamente en partes de los anuncios de la compañía, así como en el evento de revelación en Nueva York el 9 de agosto de 2018.

## Video musical
El video musical oficial de la canción, dirigido por Ernest Desumbila, fue lanzado el 30 de agosto de 2018. Según la revista Billboard, reseñó el video como 'super trippy' y lo describió como sigue: "El grupo viaja a través de un cielo de color rosa y púrpura en el interior de un coche rojo volar pilotado por Diplo y que aloja una marioneta viviente Sia. Labrinth vuela en su propia nube personal, un tema muy común tomado de la mitología china, mientras una misteriosa niña de cabello dulce, interpretada por Maddie Ziegler, baila en la parte superior del auto con un peinado inspirado en Sia. La fiesta se encuentra con tormentas eléctricas en el camino. ... Con el poder del amor, el grupo finalmente encuentra la manera de salir de la tormenta y regresa a los deslumbrantes cielos nublados de color rosa".

## Listado de pistas
- Descarga digital[7]

1. «Thunderclouds» (Lost Frequencies Remix) – 3:18

- Descarga digital[8]

1. «Thunderclouds» (MK Remix) – 3:34

## Personal
Créditos adaptados de Tidal.
| - Sia Furler - voz, letrista, compositora, producción - Diplo - producción, programación, letrista, compositor - Labrinth - producción, ingeniería, programación, voz, letrista, compositor - King Henry - producción, programación, letrista, compositor - Jr Blender - programación, preparación, letrista, compositor | - Manny Marroquin - ingeniería de mezclas - Chris Galland - ingeniería de mezcla - Randy Merrill - ingeniero maestro - Bart Schoudel - ingeniería - Robin Florent - asistencia de ingeniería - Scott Desmarais - asistencia de ingeniería |

## Posicionamiento en listas
| Lista (2018–19)                              | Mejor posición |    |
| -------------------------------------------- | -------------- | -- |
| Australia (ARIA)                             | 69             |    |
| Austria (Ö3 Austria Top 40)                  | 42             |    |
| Bélgica (Flandes) (Ultratip Bubbling Under)  | 1              |    |
| Bélgica (Valonia) (Ultratop 50)              | 37             |    |
| Canadá (Canadian Hot 100)                    | 62             |    |
| Croacia (HRT)                                | 9              |    |
| República Checa (Rádio Top 100)              | 74             |    |
| República Checa (Singles Digitál Top 100)    | 26             | 26 |
| Francia (SNEP)                               | 27             |    |
| Alemania (Offizielle Deutsche Charts)        | 56             |    |
| Hungría (Single Top 40)                      | 19             |    |
| Hungría (Stream Top 40)                      | 21             |    |
| Irlanda (IRMA)                               | 8              |    |
| Italia (FIMI)                                | 23             |    |
| Israel (Media Forest)                        | 6              |    |
| Japón (Japan Hot 100)                        | 97             |    |
| Líbano (Lebanese Top 20)                     | 6              |    |
| Malasia (RIM)                                | 9              |    |
| México Airplay (Billboard)                   | 10             |    |
| Nueva Zelanda (Recorded Music NZ)            | 38             |    |
| Noruega (VG-lista)                           | 29             |    |
| Portugal (AFP)                               | 66             |    |
| Rumania (Airplay 100)                        | 11             |    |
| Escocia (Scottish Singles Sales Chart)       | 11             |    |
| Serbia (Radiomonitor)                        | 1              |    |
| Singapur (RIAS)                              | 5              |    |
| Eslovaquia (Rádio Top 100)                   | 27             |    |
| Eslovaquia (Singles Digitál Top 100)         | 15             |    |
| Eslovenia (SloTop50)                         | 28             |    |
| Corea del Sur International Downloads (Gaon) | 19             |    |
| Suecia (Sverigetopplistan)                   | 80             |    |
| Suiza (Schweizer Hitparade)                  | 38             |    |
| Reino Unido (UK Singles Chart)               | 17             |    |
| Ucrania (Tophit)                             | 47             |    |
| Estados Unidos (Billboard Hot 100)           | 67             |    |
| Estados Unidos (Adult Top 40)                | 28             |    |
| Estados Unidos (Dance/Mix Show Airplay)      | 19             |    |
| Estados Unidos (Mainstream Top 40)           | 22             |    |

| Lista (2018)          | Posición |
| --------------------- | -------- |
| Rumania (Airplay 100) | 97       |
| Lista (2019)          | Posición |
| Portugal (AFP)        | 356      |